# William Oakes
William Oakes (1 de julio de 1799 - 31 de julio de 1848) fue un botánico estadounidense.

## Biografía
Oakes nació el 1 de julio de 1799. Ingresó en la Universidad Harvard en 1816, demostrando desde el primer momento un gran interés por la Historia Natural, bajo la tutela de William Peck.
Después de su graduación en Harvard en 1820, Oakes estudió derecho durante 3 años. En 1824 se traslada a Ipswich Mass. en donde empezó a trabajar como abogado. Unos pocos años después abandonó la abogacía, y se prometió a sí mismo dedicarse al estudio de la Historia Natural, especialmente la Flora de Nueva Inglaterra.
En 1842 se le pidió que escribiera una breve descripción de la Flora de las "Montañas Blancas", para un informe geológico de Nuevo Hampshire. En este proyecto trabajó intensamente el resto de su vida hasta que murió en 1848 cuando se cayó del ferry entre Boston y Boston Este, ahogándose.
Oakes describió en 1842 la especie de orquídea Calypso bulbosa del Género Calypso de la familia Orchidaceae.

## Obras
- "Cartas a James Watson Robbins", (1827)

- Datos: Q3568858
- Multimedia: William Oakes / Q3568858
- Especies: William Oakes